# ニコンSマウントレンズの一覧
ニコンSマウントレンズの一覧はニコンSマウントのレンズの一覧である。
コンタックスマウントの広角レンズについてはコンタックス#レンジファインダーコンタックス用非純正レンズに載っており、一般には使えることになっているがボディーに傷をつける事例も見られ、外れなくなる事故の可能性もあり自己責任で使用することになる。

## ニコン/日本光学
ニコンSシリーズの純正レンズとして製造された。
- ニッコールO 2.1cm F4（1959年5月発売） - ルートヴィッヒ・ベルテレが取ったビオゴンの特許を避けるためルシノフ型[1]とし、4群8枚。最短撮影距離0.9m。アタッチメントはφ43mmねじ込み。最小絞りはF16。広角レンズでは唯一「W-ニッコール」ではなく構成枚数による表示になっている。発売当時市販レンズにおける最大画角を誇ったコンタックス用ビオゴン21mmF4.5と並ぶ画角を有しつつ、最大口径ではビオゴンを凌駕していた。製造番号621001から始まり、製造本数は300本説が有力[2]。レンズ裏蓋は深いプラスチック製で、底部外側にファインダーを取り付けておくためのアクセサリーシューがある[2]。
- W-ニッコール 2.5cm F4（1953年11月発売、1956年7月軽金属製黒鏡胴に換装） - トポゴン型4群4枚。最短撮影距離0.9m。フィルターはバヨネット式専用フードにシリーズVIIを挟んで使用する。レンズにピントリングはなく、ピント合わせはカメラ本体の距離調整ギアでのみ可能。絞りはレンズ前面なのでフィルターを装着すると操作できない。後期型は絞りにクリックストップがついている。通常の広角レンズ用リアキャップは使用できずW-ニッコール3.5cmF1.8と共通の深いキャップを使用する[3]。
- W-ニッコール 2.8cm F3.5（1952年9月発売、1956年7月軽金属製黒鏡胴に換装） - オルソメター型4群6枚。最短撮影距離0.9m。アタッチメントはφ43mmねじ込み。フィルターはフードにシリーズVIIを挟むことも可能[4]。
- W-ニッコール 35mm F1.8（2005年発売） - mm表示になっている。ニコンSP再生産モデルに付属して販売された。
- W-ニッコール 3.5cm F1.8（1956年7月発売） - 東秀夫が設計した変形ダブルガウス型5群7枚。最短撮影距離0.9m。アタッチメントはφ43mmねじ込み。フロントキャップやフードはスプリング式でφ48mm。通常の広角レンズ用リアキャップは使用できずW-ニッコール2.5cmF4と共通の深いキャップを使用する[5]。
- W-ニッコール 3.5cm F2.5（1952年9月発売、1956年7月軽金属製黒鏡胴に換装、1959年頃絞りがリング式に換装） - ダブルガウス型4群6枚。最短撮影距離0.9m。アタッチメントはφ43mmねじ込み。当初の製品では絞りがレンズ前面にありフィルターを装着すると操作できなかったが、1959年頃から絞りがリング式になっている。製造番号は2430001からで、軽合金製黒鏡胴が259000くらいから、絞りがリング式になったのは270000くらいから。リング式絞りのモデルはφ48mmスプリング式のフロントキャップやφ48mmスプリング式のW-ニッコール3.5cmF1.8用スプリングフードも使用できる[6]。
- W-ニッコール 3.5cm F3.5（1948年3月発売、1956年12月軽金属製黒鏡胴に換装） - 1937年電話通信回数記録装置用に設計された光学系を改良したテッサー型3群4枚。最短撮影距離0.9m。フィルターは前期型カブセ、後期型アタッチメントはφ43mmねじ込み[7]。極初期の製品には、占領下の日本で製造されたことを示す"MADE IN OCCUPIED JAPAN"の文字が入っている[8]。
- ステレオニッコール 3.5cm F3.5（1957年3月から4月生産） - フード、プリズム、L38フィルター、ファインダーとのセットで販売され、24×36mm（ライカ）判の画面に24×18mm（ハーフ）判で2枚1組の立体写真を写し込む。アタッチメントはφ40.5mmねじ込み。極少数だけが生産されたが売れ行きは悪く、在庫品への課税を防ぐため税務署員立ち会いの元かなりの数を破壊廃棄処分としたという。正確な販売数は分からず142個説などがある。破壊された数には28個説[9]などがある。
- ニッコールN 5cm F1.1（1959年発売） - マウントの強度不足から外爪バヨネット仕様に変更された。村上三郎が設計した変形ダブルガウス型6群9枚。最短撮影距離0.9m。アタッチメントはφ62mmねじ込み[10]。
- ニッコールN 5cm F1.1（1956年2月完成、1958年7月発売） - 内爪バヨネット。村上三郎が設計した変形ダブルガウス型6群9枚。最短撮影距離0.9m。アタッチメントはφ62mmねじ込み[11]。
- ニッコールS 50mm F1.4（2000年発売） - ダブルガウス型4群7枚。最短撮影距離0.9m。アタッチメントはφ43mmねじ込み。mm表示になっている。ニコンS3ミレニアムに付属して販売された。
- ニッコールS 50mm F1.4（1965年9月発売） - ダブルガウス型4群7枚。最短撮影距離0.9m。アタッチメントはφ43mmねじ込み。mm表示になっている[12]。ニコンS3オリンピックに付属して販売された。
- ニッコールSC 5cm F1.4（1951年1月発売） - ゾナー型3群7枚。最短撮影距離0.9m。アタッチメントはφ43mmねじ込み。製造番号の捨て番が一説にある皇紀で決めていたのであれば1005となるはずのところこのレンズの捨て番は5005であり、日本光学が西暦で捨て番を決めていたことの証拠とされる[13]。当時世界最高速レンズであったが、更田正彦は実際には5cmF1.5そのままであったことを認めている。クリックストップが入った最初のレンズの1つ[14]。
- ニッコールSC 5cm F1.5（1949年発売） - ゾナー型3群7枚。最短撮影距離0.9m。アタッチメントはφ40.5mmねじ込み[15]。
- ニッコールHC 5cm F2（1950年発売、1956年7月軽金属製黒鏡胴に換装） - 鏡胴固定式、ゾナー型3群6枚。最短撮影距離0.9m。アタッチメントはφ40.5mmねじ込み[16]。
- ニッコールHC 5cm F2（1949年?発売） - 簡易鏡胴固定式、ゾナー型3群6枚。最短撮影距離0.9m。アタッチメントはφ40.5mmねじ込み[17]。
- ニッコールHC 5cm F2（1946年秋製造開始） - 沈胴式、ゾナー型3群6枚。最短撮影距離0.9m。アタッチメントはφ40.5mmねじ込み。光学系は戦前にキヤノン用として発売されたものの流用[18]。
- ニッコールQC 5cm F3.5（1946年製造開始） - 光学系は1935年設計が完成しハンザキヤノン用に使用され、1945年12月からライカLマウントが製造されたものの流用でテッサー型3群4枚。最短撮影距離0.9m。758台しか製造されなかったニコンI型にしか装着されず、また5cmF2を装着している個体も多いことから極少数しか生産されていない[19]。
- マイクロニッコールC 5cm F3.5（1956年10月発売） - 沈胴式、東秀夫と脇本善司が設計したクセノター型4群5枚。最短撮影距離0.45m、距離計連動0.9m。アタッチメントはφ34.5mmねじ込み。通常撮影や複写装置で1/5倍より拡大する場合には引き出して、複写装置に1/8倍以下で使用する場合には沈胴させたまま使用する。設計倍率は1/12倍で、等倍から1/30倍まで極めて優秀な性能を示す。発表当初は「複写」（Reproduction ）を示すRを頭につけてRニッコールと称し、東京大学の小穴純は1955年11月この試作レンズを使用し1/13.5倍で樋口一葉の『たけくらべ』全70ページをマイクロフィルム1枚に納めた[20]。
- ニッコールP 8.5cm F1.5（1951年1月発売） - ゾナー型3群7枚。最短撮影距離1m。アタッチメントはφ48mmねじ込み[21]。
- ニッコールP 8.5cm F2（1948年3月発売、1956年7月軽金属製黒鏡胴に換装） - ゾナー型3群5枚。アタッチメントはφ48mmねじ込み。三木淳がダンカンを撮影しニッコールの優秀性を世界に知らしめるきっかけになったと言われるレンズ[22][23]。極初期の製品には、占領下の日本で製造されたことを示す"MADE IN OCCUPIED JAPAN"の文字が入っている[8]。
- ニッコールP 10.5cm F2.5（1953年12月発売） - ゾナー型3群5枚。最短撮影距離1.2m。アタッチメントはφ52mmねじ込み[24]。
- ニッコールT 10.5cm F4（1960年5月発売） - トリプレット型3群3枚。最短撮影距離1.2m。アタッチメントはφ34.5mmねじ込み[25]。
- ニッコールQ 13.5cm F3.5/ニッコールQ 135mm F3.5（1950年3月発売、1956年7月軽金属製黒鏡胴に換装） - ニッコールQ13.5cmF4を改良したもの。ゾナー型3群4枚。最短撮影距離1.5m。アタッチメントはφ43mmねじ込み。最末期のみ焦点距離がmm表示となった[26]。クリックストップが入った最初のレンズの1つ[14]。
- ニッコールQ 13.5cm F4（1947年発売） - ゾナー型3群4枚。最短撮影距離1.5m。アタッチメントはφ40.5mmねじ込み[27]。極初期の製品には、占領下の日本で製造されたことを示す"MADE IN OCCUPIED JAPAN"の文字が入っている[8]。

### レフボックス用レンズ
ボディーにはレフボックスを介して装着する。N-FリングまたはBR-1を介しニコンFマウントレンズとしても使用でき、ニコンがFシリーズに移行して後も販売が継続されたレンズがある。また一部は後にFマウント専用に換装され発売された。
- ニッコールQ 13.5cm F4・前期型（1959年2月発売） - ベローズ用。テッサー型3群4枚。アタッチメントはφ43mmねじ込み。プリセット絞り。このレンズは、レンズ後部がライカLスクリューマウントになっているので、当時としても汎用性が高かった[28]。
- ニッコールH 18cm F2.5（1953年11月発売、1956年9月軽金属鏡胴に換装[29][注釈 1]） - 4群6枚。最短撮影距離2.1m。アタッチメントはφ82mmねじ込み、フィルターはシリーズIXをフードに挟んで使用する[30]。
- ニッコールQ 25cm F4（1953年11月発売、1958年11月軽金属鏡胴でプリセット絞りに換装[29][注釈 2]） - 3群4枚。最短撮影距離3m。アタッチメントはφ82mmねじ込み、フィルターはシリーズIXをフードに挟んで使用する[31]。。
- ニッコールT 35cm F4.5（1960年2月発売[29][注釈 3]） - 3群3枚。最短撮影距離4m。アタッチメントはφ82mmねじ込み、フィルターはシリーズIXをフードに挟んで使用する[32]。
- ニッコールT 50cm F5（1952年9月発売[29][注釈 4]） - 3群3枚。最短撮影距離8m。アタッチメントはφ110mmねじ込み[33]。
- レフレックスニッコール 1000mm F6.3（1960年1月発売） - 反射望遠レンズ。レンズ2群3枚、鏡2群2枚。最短撮影距離30m。フィルター内蔵。最短撮影距離30m。アタッチメントはφ224mmねじ込み、フィルターは後部にφ52mmねじ込みを使用できる[34]。

## フォクトレンダー
コシナ・フォクトレンダーのカメラ製品一覧#SC&Sレンズを参照のこと。

## ズノー光学工業/帝国光学研究所
ズノー光学工業#ニコンSマウントレンズを参照のこと。